# Ljutibrod
Ljutibrod (bulgariska: Лютиброд) är ett distrikt i Bulgarien.   Det ligger i kommunen Obsjtina Mezdra och regionen Vratsa, i den västra delen av landet, 50 km nordost om huvudstaden Sofia.
I omgivningarna runt Ljutibrod växer i huvudsak blandskog. Runt Ljutibrod är det ganska glesbefolkat, med 43 invånare per kvadratkilometer.